# Григорий Нисийски
Григорий Нисийски (на гръцки: Γρηγόριος Νύσσης; на латински: Gregorius Nyssenus; около 335 – след 394) е християнски светец, богослов, философ, един от отците на Църквата, епископ на град Ниса (Nyssa), сега Невшехир, на територията на днешна Турция. по-млад брат на свети Василий Велики, приятел на Григорий Богослов.

## Биография
Роден е около 335 г. в Кесария или Севастия. За детските и юношеските му години не са запазени сведения. Младият Григорий приема длъжността четец (анагност) при църковното богослужение. Впоследствие напуска църковното служение и става учител по красноречие. Поради недоволството и упреците от страна на неговите приятели Григорий се отказва от светското поприще и постъпва в основания от Василий Велики манастир на брега на р. Ирис, където в продължение на около десет години се отдава назадълбочени богословски занимания: изучаване на Свещеното Писание и светоотеческите съчинения и литературно-богословско творчество (тук написва първото си съчинение „За девството“).
През 372 г. Григорий е ръкоположен за епископ на малкия град Ниса в диоцеза на Кесария Кападокийска. Като епископ Григорий е ревностен защитник на православието и противник на арианите, които се ползвали от подкрепата на император Валент. През 375 г. по нареждане на Демостен, заместник-управител на Понт, в Анкира се свиква събор от лоялни на властта епископи-ариани. Оспорена е каноничността на избора на Григорий за епископ и му е протправено обвинение за присвояване на църковни средства. Григорий е задържан, за да бъде изпратен под стража в Анкира, но успява да избяга по пътя. През пролетта на 376 г. в Ниса е свикан нов ариански събор на епископите от Понт и Галатия. Григорий не се явява на събора, отнета му е епископската катедра и е осъден на изгнание.
Едва след смъртта на император Валент в 378 г., Григорий е възстановен от православния император Йовиан на своята катедра. След завръщането си от изгнание Григорий отново се отдава на проповедническа и литературно-богословска дейност. Участва в поместния събор през 379 г. в Антиохия, а през 380 г. е избран за кратко за Севастийски архиепископ. През 381 г. участва във Втория вселенски събор в Константинопол, като един от най-авторитетните и най-влиятелни богослови. В изпълнение на решението на събора император Теодосий с указ от 30 юли 381 г. обявява за пазители на православието в Понт – Еладий Кесарийски, Отрий Мелитински и Григорий Нисийски. След Втория вселенски събор Григорий няколко пъти посещава Константинопол. През 382, 383 г. и 394 г. взема участие на свиканите там събори и продължава борбата против арианите. От 394 г. е последното известие за живота му. Вероятно наскоро след това умира.
Почитан от Римокатолическата, Православната, Ориенталските Православни, Англиканската и Лутеранската църкви.

## Съчинения
- „За Шестоднева, защитително слово“ (Explicatio apologetica in Hexaemeron, Migne, РG, t. 44, col. 61 – 124).
- „За устройството на човека“ (De hominis opificio, t. 44, col. 125 – 256).
- „За живота на Моисея“ (De vita Moysis, t.44, col. 297— 430).
- „За надписанието на псалмите“ (In Psalmorum inscriptiones, t. 44, col. 431 – 608). —
- „За надписанието на шести псалом „На осмострунно свирало“ (De octava, t. 44, col. 607 – 616).
- „Тълкувание на Еклисиаст“, 8 беседи (In Ecclesiastem, homiliae 8, t. 44, col. 615 – 754).
- „Тълкувание на Песен на песните“ (In Canticum Canticorum, homiliae 5, t. 44, col. 755 – 1119).
- „За вълшебницата“ (De pythonissa, t. 45, col. 107 – 114).
- „За Господнята молитва“ (De oratione Dominica, t. 44, col. 1119 – 1194).
- „За блаженствата“ (De beatitudinibus, t. 44, col. 1193— 1302).
- „Голямо катехизическо слово“ (Oratio catechetica magna, t. 45, col. 9 – 106).
- „Против Евномий“, в 12 книги (Adversus Eunomium, libri 12, t. 45, col. 237 – 1122).
- „Полемическо съчинение против Аполинарий“ (Antierrheticus adversus Apollinarem, t. 45, col. 1123 – 1270.
- „Против Аполинарий, до епископ Теофил Александрийски“ (Adversus Apollinarem ad Theophilum episcopum Alexandrinum, t. 45, col. 1269 – 1278).
- „До Авлавий. че няма трима богове“ (Ad Ablabium quom non sunt tres dii, t. 45, col. 115 – 136).
- „До Симплиций за вярата“ (Ad Simplicium de fide, t. 45, col. 136 – 146).
- „Против фатализма“ (Contra fatum, t. 45, col. 146 – 174).
- „До елините, въз основа на общи понятия“ (Adversus Fraecos ex communibus notionibus, t. 45, col. 175 – 186).
- „За душата“ (De anima, t. 45, col. 187 – 222).
- „Слово за Св. Дух, против последователите на Македоний“ (Sermo de Spiritu Sancto adversus pneumatomachos Macedonianos, t. 45, col. 1302 – 1334).
- „За душата и възкресението“ (De anima et resurrectione dialogos, t. 46, col. 11 – 160).
- „За преждевременно умиращите деца до Хиерий“ (De infantibus, qui praemature abripiuntur, t. 46, col. 237— 250).
- „До Евстатий“ (Севастийски) (Ad Eustathium de S. Trinitate).
- „За девството“ (De virginitate, t. 46, col.317 – 416)
- „До Хармонии, за значението на името християнин и изповядването му“ (Ad Harmonium quid nomen et Professio Christianorum sibi velit, t. 46. col. 237 – 250.)
- „До монах Олимпий, за съвършенството и какъв трябва да бъде християнинът“ (Ad Olympium monachum de perfectione et qualem oportet esse christianum, t. 46, col. 251 —286).
- „За целта на живота по Бога и за истинско¬то подвижничество“ (De proposito secundum Deum et exercitatione iuxta veritatem, t. 46, col. 287 – 306).
- „Против онези, които се тяготят от църковните наказания“ (Adversus eos qui castigationes aegre ferunt, t. 46, col. 307 – 316).
- „Животът на св. Макрина“ (Vita sanctae Makrinae, t. 46 col. 959 – 1000).
- Проповеди на св. Григорий (t. 46, col. 415 sq.sq).
- Писма на св. Григорий (PG, t. 44, col. 999 – 1108).